# C7H20N4
化学式C7H20N4（摩尔质量：160.26 g/mol）可能指：
- N,N-二(氨乙基)-1,3-丙二胺，CAS号：13002-64-7
- N,N'-二(氨乙基)-1,2-丙二胺，CAS号：14878-43-4
- N,N'-二(氨乙基)-1,3-丙二胺，CAS号：4741-99-5
- N-氨乙基-N'-氨丙基乙二胺，CAS号：70209-08-4
- N-甲基-N,N'-二(氨乙基)乙二胺，CAS号：65379-59-1
- 2,4-二(氨甲基)-1,5-戊二胺，CAS号：771573-60-5

|  | 这个同类索引页列出了具有相同分子式的化学物（即同分異構體）条目。 除非您是有意链接至本页，否则应将相应条目的内部链接指向正确的条目。 |